# Gheorghe I. Brătianu
Gheorghe (George) I. Brătianu (3 février 1898, Ruginoasa, județ de Iași - 23/27 avril 1953, Sighetu Marmației) est un historien et homme politique roumain, arrêté par le pouvoir communiste en 1950 et mort en prison.
Il était spécialisé dans l'étude de la mer Noire et du monde byzantin.

## Biographie
Gheorghe (George) I. Brătianu est né le 3 février 1898, à Ruginoasa, județ de Iași. Il était le fils de Ion I. C. Brătianu.

### Études
Après la fin de ses études au lycée national de Iași (1916), il est combattant volontaire, pendant la Première Guerre mondiale. En 1917, il s'est inscrit à la faculté de droit de Iași, qu'il a finie en 1920. Mais il est attiré par l'histoire et abandonne la carrière juridique. Il s'est inscrit à la Sorbonne, où il fréquente les cours des historiens prestigieux, tels Ferdinand Lot et Charles Diehl. Il y obtient le doctorat en 1929.

### Carrière professionnelle
En 1924, il est devenu professeur à la chaire d'histoire universelle de l'université de Iași et en 1940 à l'université de Bucarest. En 1942, il a été élu membre titulaire de l'Académie roumaine. Entre 1935 et 1940, il est devenu directeur de l'Institut d'histoire universelle de Iași et entre 1941 et 1947, il est directeur de l'Institut d'histoire universelle « Nicolae Iorga » de Bucarest.
En tant qu'homme politique, pendant les années 1930, il était le chef d'une aile dissidente du Parti national libéral qu'il avait fondée.

### Répression communiste
En 1947, Gheorghe I. Brătianu est limogé de sa chaire universitaire et de la fonction de directeur de l'institut d'histoire. Les autorités communistes lui ont fixé un domicile obligatoire. Le 9 juin 1948, il est limogé de l'Académie roumaine, renommée Académie de la République populaire roumaine. 97 autres personnalités scientifiques et culturelles roumaines ont subi le même sort.

#### Arrestation, détention et mort
La nuit du 5 au 6 mai 1950, Gheorghe I. Brătianu est arrêté par la Securitate et emprisonné à Sighet, sans qu'il soit jugé ou condamné.
Gheorghe I. Brătianu est mort en prison entre le 23/27 avril 1953, à 55 ans, dans des circonstances qui ne sont pas claires. On suppose qu'un gardien a battu Gheorghe I. Brătianu, jusqu'à ce qu'il en meure.
En 1971, la famille Brătianu a reçu l'autorisation des autorités communistes d'exhumer la dépouille de Gheorghe I. Brătianu du cimetière de Sighet et de l'enterrer dans le caveau des Brătianu de Florica (Ștefănești), județ d'Argeș. La famille n'est pas  certaine que la dépouille reçue de la part des autorités soit authentique.

### Principaux travaux
- Recherches sur le commerce génois dans la mer Noire au XIIIe siècle, 1929.
- O enigmă și un miracol istoric: poporul român, 1940.
- Tradiția istorică despre întemeierea statelor românești (1945)
- Privilèges et franchises municipales dans l'Empire byzantin, Paris, P. Geuthner; Bucarest, "Cultura națională", 1936.
- Les Vénitiens dans la mer Noire au XIVe siècle : la politique du sénat en 1332-1333 et la notion de la latinité, Bucarest: Impr. Nat., 1939.
- Sfatul domnesc și adunarea stărilor în Principatele române (posthume)
- La Mer Noire. Des origines à la conquête Ottomane. München 1969 (posthume)
- Marea Neagră. De la origini până la cucerirea otomană (posthume)